# Tijl Uilenspiegel (televisieserie)
Tijl Uilenspiegel was een Vlaamse televisieserie voor de jeugd uit 1961. Er waren 20 afleveringen die vanaf 27 september 1961 telkens op woensdagnamiddag werden uitgezonden. Auteurs waren Lo Vermeulen en Karel Jeuninckx.
Elke aflevering vertelde een apart verhaal en had een eigen spanningsboog. In elke aflevering namen Tijl Uilenspiegel en de zijnen het op tegen booswichten van allerlei slag: ordinaire bandieten, maar ook corrupte machthebbers of brutale soldaten.

## Rolverdeling
| Acteur             | Personage         |
| ------------------ | ----------------- |
| Senne Rouffaer     | Tijl Uilenspiegel |
| Anton Peters       | Lamme Goedzak     |
| Elvire De Prez     | Nele              |
| Dora van der Groen | Soetkin           |
| Vic Moeremans      | Gielen            |
| Fons Derre         | Sander            |

Nog andere acteurs waren Jan Gorissen, Frank Struys, Walter Cornelis, Frank Aendenboom (poortwachter) en Jef Ceulemans.

## Trivia
- De meeste buitenopnamen gebeurden in het Provinciaal Domein Bokrijk.
- De handeling werd van de Spaanse Tijd verplaatst naar de tijd van de Franse Revolutie. Naar het schijnt gebeurde dat omdat Koningin Fabiola van Spaanse afkomst is en men Spanje niet in een slecht daglicht wou zetten.